# Asphondylia tephrosiae
Asphondylia tephrosiae är en tvåvingeart som beskrevs av Mani 1944. Asphondylia tephrosiae ingår i släktet Asphondylia och familjen gallmyggor. Inga underarter finns listade i Catalogue of Life.